# Hotchkiss AF e AL
La AF ed AL erano due autovetture di fascia alta prodotte dal 1920 al 1924 dalla Casa automobilistica franco-statunitense Hotchkiss.

## Profilo
Queste due vetture furono lanciate subito dopo la fine della prima guerra mondiale. Strutturalmente e meccanicamente erano simili ad altre Hotchkiss del periodo immediatamente anteriore al conflitto e delle quali si sa veramente poco.

Anche di questi due modelli non si conosce molto, tranne il fatto che proponevano una soluzione tecnica all'epoca utilizzata da pochissimi: la distribuzione a valvole in testa. L'importanza di queste vetture stava nel fatto che avrebbero gettato le basi per la produzione Hotchkiss degli anni a venire, costituita anche da modelli di maggior rilievo e che devono la loro notorietà proprio a queste due vetture. La AF e la AL montavano un 4 cilindri in linea da 3962 cm³ di cilindrata. La trazione era posteriore, mentre il cambio era a 4 marce. La velocità massima era di 100 km/h. La AF aveva un'indole più tranquilla, mentre la AL era più sportiveggiante: furono prodotte fino al 1924.